# Народна коалиција
Кукурику коалиција, од 2015. Коалиција "Хрватска расте"  je савез странака левог центра у Хрватској. Странке су тренутно у опозицији у Хрватском сабору.
Надимак Кукурику, коалиција је добила према називу ресторана у Каству где се први пут објавило њено оснивање у јулу 2009. године. Коалиција је изашла на седме парламентарне изборе на којима је освојила 81 посланика у седмом сазиву Хрватског сабора. Победом на изборима формирали су хрватску владу са СДП-овим премијером Зораном Милановићем.

## Избори 2011.

### Странке у коалицији
Коалиција се састоји се од четири странке левице и левог центра:
- Социјалдемократска партија (СДП) је политичка странка левог центра и највећа опозициона странка у Републици Хрватској у време формирања коалиције. Утемељена на вредностима социјалдемократије — солидарности, правди и слободи. СДП заговара Хрватску безбедности, солидарности и просперитета. Председник странке је Зоран Милановић.[3]
- Хрватска народна странка (ХНС) је лева либерална парламентарна странка у Хрватској. Ова странка дијелује према начелима либералне демократије и грађанског друштва. Председник странке је Радимир Чачић.[3]
- Истарски демократски сабор (ИДС) је политичка странка регионалног-локалпатриотског и социјално-либералног опредељења те највећа регионална странка у Републици Хрватској. Странка полази од идеје заједнице засноване на либералном начелу грађанског суверенитета. Председник странке је Иван Јаковчић.[3]
- Хрватска странка умировљеника (ХСУ) је хрватска политичка странка центра. ХСУ данас постоји као израз политичке воље пензионера и осталих њених чланова и симпатизера који су се активирали како би помогли својој генерацији, али и целокупном становништву. Председник странке је Силвано Хреља.[3]

## Активности
У граду Каству покрај Ријеке 23. новембра 2010. године, председници четири опозиционих странака потписали су заједничку изјаву под називом "Савез за промене" којом су утврђена начела и вредности на којима ће се темељити и спроводити заједнички коалициони програм. Тим су документом постављени темељи коалиције Социјалдемократске партије Хрватске, Хрватске народне странке, Хрватске странке умировљеника те Истарског демократског сабора.
На Маркову тргу у Загребу 15. јула 2011. године, на двогодишњицу првог неформалног окупљања лидера СДП-а, ХНС-а и ИДС-а у Каству, заједнички је излазак на изборе формализован потписивањем коалиционог уговора службеног назива "Споразум о заједничком изласку на изборе за Хрватски сабор". Два месеца после, 15. септембра у Загребу Коалиција јавности објављује свој програм подељен у 21 поглавље, назива "План 21".
Назив "Кукурику коалиција" одлучили су да прихвате јер само име Кукурику изврсно одговара њиховој заједничкој визији Хрватске — визији земље успаваних потенцијала коју је потребно пробудити конкретним плановима и решењима.

## План 21
"План 21" се састоји од 21 поглавља:
1. Програмски оквир
2. Привредна платформа
3. Регионални развој и коришћење фондова Европске уније
4. Пољопривредна политика и политика рибарства
5. Туризам
6. Политика заштите животне средине, природе и простора
7. Образовање и наука
8. Култура
9. Здравље за све
10. Рад и радништво
11. Пензиони систем и социјална политика
12. Политике за младе
13. Хрватски ветерани Рата у Хрватској
14. Чланство у Европској унији и спољна политика
15. Одбрана и национална безбедност
16. Улога државе — у промене заједно с грађанима
17. Правосуђе
18. Друштво без корупције
19. Људска права и грађанске слободе
20. Нова јавна управа као услужна делатност
21. Политика децентрализације